# 3,3'-tiodipropionitrilo
El 3,3'-tiodipropionitrilo o 3,3'-tiodipropanonitrilo es un compuesto orgánico de fórmula molecular C6H8N2S. Su estructura química corresponde a un dinitrilo y un tioéter, estando el átomo de azufre central unido a dos grupos cianoetilo (-CH2-CH2-C≡N).

## Propiedades físicas y químicas
A temperatura ambiente, el 3,3'-tiodipropionitrilo es un líquido transparente incoloro o ligeramente amarillo.
Tiene su punto de ebullición a 191-194 °C y su punto de fusión a 24-25 °C. Posee una densidad mayor que la del agua (1,117 g/cm³) y es soluble en ella en una proporción de 50 g/L. El valor del logaritmo de su coeficiente de reparto, logP = -0,05, indica una solubilidad similar en disolventes apolares —como el octanol— y en agua.
Su tensión superficial, 48,2 ± 3,0 dina/cm, es mayor que la de otros dinitrilos pero inferior a la del agua.
En cuanto a su reactividad, el 3,3'-tiodipropionitrilo reacciona con ácidos y con agentes oxidantes.

## Síntesis y usos
El 3,3'-tiodipropionitrilo se puede sintetizar haciendo reaccionar bis-(2-cloroetil) sulfuro (gas mostaza) con cianuro sódico o usando acrilonitrilo como precursor, empleando en ambos casos catálisis de transferencia de fase.
Asimismo, puede sintetizarse a partir del 3,3'-oxidipropionitrilo, calentando éste con sulfuro de hidrógeno acuoso e hidróxido de sodio. La mezcla se destila a vacío y el residuo se disuelve en alcohol caliente; al enfriar esta solución de alcohol, precipita el 3,3'-tiodipropionitrilo.
Se ha propuesto el uso de este nitrilo en compuestos heterocíclicos utilizados para tratar o prevenir desórdenes provocados por la neurotransmisión limitada de serotonina, noradrenalina o dopamina.
También se ha propuesto su uso en nanocomplejos superparamagnéticos de poliorganofosfaceno, biodegradables y termosensibles, empleados en el transporte de material fisiológicamente activo y biomaterial para tratamientos de terapia de hipertermia contra el cáncer.
Otro posible uso del 3,3'-tiodipropionitrilo es en la «funcionalización» de polímeros —proceso químico mediante el cual se incorporan grupos funcionales reactivos a una cadena polimérica— con un compuesto policiano con dos o más grupos -C≡N; dichos polímeros se usan para reducir la histéresis de vulcanizados de caucho empleados en la fabricación de neumáticos.

## Precauciones
El 3,3'-tiodipropionitrilo es una sustancia inflamable que tiene su punto de inflamabilidad a 195 °C.
Al arder puede liberar gases tóxicos tales como óxidos de nitrógeno, óxidos de azufre y cianuro de hidrógeno.
La inhalación de este compuesto causa irritación en los pulmones y en el sistema respiratorio. Debe evitarse su contacto con piel y ojos ya que provoca irritación: la intoxicación aguda produce enrojecimiento y picores en los ojos, e inflamación, descamación y, ocasionalmente, ampollas en la piel.